# Afareo (figlio di Periere)
Afareo (in greco antico: Ἀφαρεύς?, Apharéus; in latino Aphareus) è un personaggio della mitologia greca. Fu re di Messene.

## Genealogia
Figlio di Periere e di Gorgofone, sposò Arene fu padre di Idas e Linceo e Piso.

## Mitologia
Alla morte del padre ereditò il regno assieme al fratello Leucippo, ma avendo la maggiore autorità gli fu attribuita la fondazione di una città a cui diede il nome dalla moglie (Arene) e quando Ippocoonte usurpò il trono di Sparta accolse il fratello Tindaro che si stabilì a Thalamae, città dove nacquero i suoi figli.
Accolse anche suo cugino Neleo (che fu cacciato da Pelia) e gli assegnò un tratto di terra nella parte marittima di Messenia dove la città principale era Pilo ed inoltre accolse anche Lico che fu esiliato dal fratello Egeo e che in cambio gli rivelò poi i riti di Demetra.
Dopo la morte dei figli Idas e Linceo (uccisi dai Dioscuri) e poiché il suo regno era rimasto privo di discendenti maschi, a Nestore spettò tutto il suo regno compresa tutta la parte governata da Idas, ma non fu ceduta Tricca ai figli di Asclepio, Macaone e Podalirio.